# Ашот Таронит
Ашот Таронит (на средногръцки: Ασώτιος Ταρωνίτης) е арменски благородник от X - XI век, на византийска и българска служба при император Василий II Българоубиец и цар Самуил.

## Биография
Ашот е син на солунския дук Григорий Таронит и внук на Ашот III, последния владетел на кяжество Тарон от династията Багратуни. Ашот служи под командването на баща си срещу българите през 996 година. В битката при Солун през същата година Григорий Таронит загива, а Ашот е пленен.
Около 999 година Ашот се жени за Самуиловата дъщеря Мирослава и е изпратен като наместник на българския цар в адриатическото пристанище Драч.
Няколко години по-късно, през 1005, Ашот изменя на Самуил и заедно със съпругата си бяга по море при император Василий II, комуто предава послание от драчките първенци за готовността им да предадат Драч на византийците. За награда императорът удостоява Ашот с почетния сан магистър.

## Семейство
- Григор (Григорий Таронит) , баща
- Баграт (Панкратий) Таронит. чичо. Женен за Елена Лакапина, внучка на Христофор Лакапин.
- Мирослава, съпруга. Дъщеря на цар Самуил.
- Григорий Таронит, син. Баща на Михаил Таронит.